# Taor
Taor (latinski: Tauresium, makedonski: Таор) je današnje selo udaljeno 20 km od Skoplja, u općini Zelenikovo na ulazu u Taorsku klisuru, Sjeverna Makedonija.
Za ranog Bizanta to je bilo utvrđeno naselje, rodno mjesto bizantskog cara Justinijana Velikog.

## Arheološka iskapanja
Pored sela nalazi se arheološko nalazište Gradište (makedonski: Градиште) s tri različita sloja iz: bakrenog doba, kasne antike i srednjeg vijeka.
Na lokalitetu je najinteresantniji nalaz kasno antičke utvrde, trokutastog tlocrta, s tornjevima na uglovima, jakim zidinama i bastionom, ova utvrda prostire se na površini od 2, 2 ha.
Na lokalitetu su otkriveni ostaci vodovoda, nekropola iz kasne antike, dio mramorne biste, i kovanice rimskih vladara između 4. st. i 6. st. U blizini lokalne crkve pronađeni su kameni stupovi ranokršćanske bazilike.
Na Taor kao lokaciju antičkog izgubljenog grada Taurisiuma, prvi je upozorio prije više od sto godina engleski arheolog i putopisac Arthur Evans, on je čak mislio da je to i Justiniana Prima.
Iz povijesnih izvora bilo je znano da se Justinijan rodio u Taurisiumu, u blizini utvrde Baderiana, najviše zahvaljujući službenom carskom biografu Procopiusu. Ovo naselje razrušeno je u velikom potresu 518. godine. Zna se da je Justinijan u znak ljubavi prema rodnom kraju vrlo brzo obnovio naselje, nazvano po njemu Justiniana Prima.
Dosadašnja (novija) arheološka iskapanja doista su potvrdila postojanje jednog utvrđenog naselja iz 6. st., kako je to uostalom i zapisao Procopius. Isto tako pronađeni su i ostatci jedne cestovne utvrde kod današnjeg sela Bader (makedonski: Бадер) 4. st. - i 6. st., neki stručnjaci su uvjereni da bi to morala biti Procopiusova - Baderiana, tim više što ime obadva lokaliteta nije slavenskog podrijetla. Ipak ni novija istraživanja koja se provode od 2000. godine pod nadzorom Muzeja grada Skoplja i arheologa Kire Ristova, još uvijek nisu potpuno potvrdila da je to Justiniana Prima.
Pažnju arheologa zasad privlači otkriće dva veća javna objekta. 

## Vanjske poveznice
- Tauresium  Arhivirana inačica izvorne stranice od 23. ožujka 2010. (Wayback Machine) (engl.)